# Перейруш (Сан-Жуан-да-Пешкейра)
Перейруш (порт. Pereiros) — район (фрегезия) в Португалии, входит в округ Визеу. Является составной частью муниципалитета Сан-Жуан-да-Пешкейра. По старому административному делению входил в провинцию Траз-уж-Монтиш и Алту-Дору. Входит в экономико-статистический субрегион Доуру, который входит в Северный регион. Население составляет 116 человек на 2001 год. Занимает площадь 8,09 км².